# 21958 Тріпуранені
21958 Тріпуранені (21958 Tripuraneni) — астероїд головного поясу, відкритий 15 листопада 1999 року.
Тіссеранів параметр щодо Юпітера — 3,413.